# Salle des Congrès (Berlin)

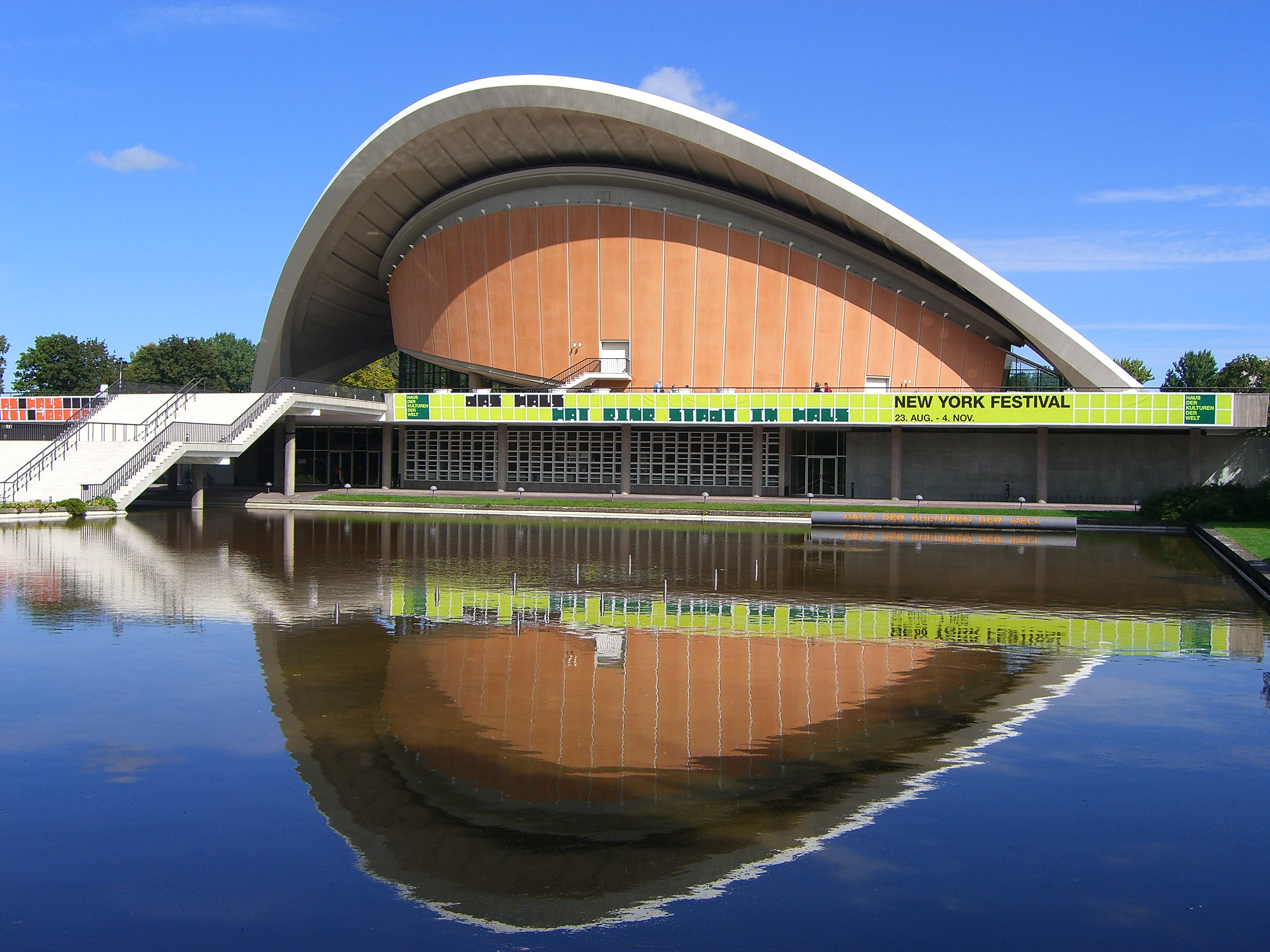
Kongresshalle

La Salle des Congrès (en allemand : Kongresshalle) de Berlin est un bâtiment situé dans le quartier Tiergarten.
Depuis 1989, elle est le siège de la Maison des cultures du monde.
Elle est surnommée par les Allemands « l'huitre enceinte ».